# 347년

## 연호
- 동진(東晉) 영화(永和) 3년
- 성한(成漢) 가녕(嘉寧) 2년
- 후조(後趙) 건무(建武) 13년
- 전량(前凉) 건흥(建興) 35년
- 대(代) 건국(建國) 10년

## 기년
- 동진(東晉) 목제(穆帝) 3년
- 신라(新羅) 흘해 이사금(訖解泥師今) 38년
- 고구려(高句麗) 고국원왕(故國原王) 17년
- 백제(百濟) 근초고왕(近肖古王) 2년

## 사건
동진(東晉)의 환온(桓溫)이 이세를 격파하고 촉을 점령하였다.